# Rabós (kommunhuvudort)
Rabós är en kommunhuvudort i Spanien.   Den ligger i provinsen Província de Girona och regionen Katalonien, i den östra delen av landet, 600 km öster om huvudstaden Madrid. Rabós ligger 110 meter över havet och antalet invånare är 176.
Terrängen runt Rabós är kuperad åt nordost, men åt sydväst är den platt. Terrängen runt Rabós sluttar söderut.Runt Rabós är det ganska glesbefolkat, med 30 invånare per kvadratkilometer. Närmaste större samhälle är Figueres, 13,6 km söder om Rabós. 